# Licinio (poeta)
Licinio (230 a.C. circa – 160 a.C. circa) è stato un commediografo e poeta romano.

## Biografia
Di lui non si sa altro se non che viene inserito al quarto posto nella classifica dei commediografi fatta da Volcacio Sedigito; forse va identificato con il Licinius Imbrex commediografo, contemporaneo di Ennio e Plauto e citato da Aulo Gellio.

## Commedie
Se Licinio è identificabile con Licinio Imbrex, ci resta solo un distico da una commedia intitolata Neera:
ma Neriene, perché fosti data

in matrimonio a Marte.»
(Fr. 1 M. - trad. A. D'Andria)
Nel frammento, è citata la divinità romana Neriene, sposa di Marte.